# Себезьке (селище)
Себезьке (рос. Себежское) — селище Озерського міського округу, Калінінградської області Росії. Входить до складу Красноярського сільського поселення.
Населення —  1 особа (2015 рік). 

## Населення
| 2002 | 2010 |
| ---- | ---- |
| 2    | ↘1   |